# Jermaine Dupri
Jermaine Dupri, właściwie Jermaine Dupri Mauldin, znany również jako JD (ur. 23 września 1972 w Asheville) – amerykański raper i producent muzyczny.

## Życiorys
Jermaine Dupri urodził się w Asheville, (Karolina Północna, USA). Dorastał w Atlancie (Georgia). Jego ojciec, Michael Mauldin, był prezesem Columbia Records. Jermaine zaczął karierę jako breakdance r. Występował między innymi z Dianą Ross i Cameo. Potem został najmłodszym producentem odnoszącym sukcesy. Z czasem produkował przeboje takich artystów jak TLC, Jay-Z, Ludacris, Bow Wow, Da Brat i pomógł Mariah Carey wrócić na szczyt pracując nad albumem „The Emancipation of Mimi”.

### Kariera
Jermaine Dupri występował w takich przebojach jak „Money Ain't A Thang” (1998 z Jayem-Z), „Welcome to Atlanta” (2001, z Ludacrisem) czy „It's Like That” (2005 z Mariah Carey). W 2002 wziął udział w sporze z Eminemem i Dr. Dre.
So So Def, wytwórnia wyspecjalizowana w południowym stylu hip-hopu i R&B była sponsorowana przez wytwórnie Columbia Records i Sony Music Entertainment. W 2003 Dupri został właścicielem Arista Black Music i wziął do niej artystów z So So Def. W 2004 Dupri został właścicielem Urban Music w wytwórni Virgin Records i zabrał do niej artystów z So So Def. W tym czasie Jermaine kupił również gorzelnię 3 Vodki w Chicago i otworzył swą restaurację, Cafe Dupri.
W 2004 i 2005 pracował z Usherem i Mariah Carey nad ich albumami, „Confessions” i „The Emancipation of Mimi”. Dla Ushera wyprodukował „Burn”, „Confessions, Pt. 2” (i remiks z Kanye Westem, Shyne oraz Twistą i „My Boo”. Dla Mariah Carey wyprodukował „It's Like That”, „We Belong Together”, „Shake It Off”, „Get Your Number” i „Don't Forget About Us”. Poza tym zajął się również utworem „Radio” dla młodego śpiewaka R&B, Jarvisa, ponieważ wytwórnia miała kłopoty z dystrybutorem. Wyprodukował również single dla J-Kwona („Tipsy”) i Dem Franchize Boyz. Dodatkowo pracował z raperami z St. Louis, Nellym, Chingym i St. Lunatics.
W lipcu 2005 roku Jermaine wydał składankę „Jermaine Dupri presents...Young, Fly & Flashy, Vol. 1”. Promował ją singiel „Gotta Getcha” nagrany przez niego z gościnnie występującym Johnta Austinem. „Gotta Getcha” zadebiutowało na 60 miejscu listy U.S. Billboard Hot 100. Na klipie wystąpiła Janet Jackson. Jermaine pracował nad jej albumem „20 Y.O.”, wydanym we wrześniu 2006 roku, ale sprzedał się gorzej niż jej poprzednie albumy.
Pod koniec października 2007 roku wziął udział w telewizyjnej gali stacji VH1 - „Hip Hop Honors 2007”.

## Dyskografia
- 1996: 12 Soulful Nights of Christmas
- 1998: Life in 1472
- 2001: Instructions
- 2005: Jermaine Dupri Presents...Young, Fly & Flashy, Vol. 1